# Venla Lindfors
Venla Lindfors (9 oktober 2003) is een voetbalspeelster uit Finland. Ze speelt als middenvelder voor Bologna FC in de Serie B.

## Clubcarrière
Lindfors werd geboren in Finland, maar verhuisde op jonge leeftijd naar Zweden. Aldaar begon ze met voetballen en maakte ze onderdeel uit van de jeugdacademie van Hammarby IF. In 2020 tekende ze een contract in haar geboorteland bij FC Honka Espoo. Voor deze club maakte ze op 23 juli 2021 haar debuut in de Kansallinen Liiga door in te vallen in de 89ste minuut in een wedstrijd tegen HPS. In 2022 keerde Lindfors terug naar Zweden waar ze een contract tekende bij Lidköpings FK actief in de Elitettan, het tweede niveau van Zweden. In deze competitie maakte ze haar debuut op 18 juni 2022 in een uitwedstrijd tegen Mallbacken. Op 21 april 2024 maakte Lindfors haar eerste doelpunt in de Elitettan door de winnende 2-1 treffer te maken in een thuiswedstrijd tegen Sundsvall FF. Ze maakte uiteindelijk drie doelpunten dat seizoen en kwam ook op het scorebord in een Svenska Cup wedstrijd tegen FC Trollhättan. Lidköpings FK degradeerde in het seizoen 2024 uit de Elittan. Na afloop van het seizoen 2024 werd Lindfors uitgeroepen tot speelster van het jaar van de club.
Op 20 december 2024 tekende Lindfors een contract bij Fortuna Sittard waarmee ze uitkwam in de Vrouwen Eredivisie. Ze debuteerde in een uitwedstrijd tegen FC Twente op 18 januari 2025 door in de basisopstelling te starten. In een uitwedstrijd tegen FC Utrecht op 8 maart 2025 maakte Lindfors haar eerste doelpunt voor de club uit Sittard. Vanwege financiële problemen was Fortuna Sittard gedwongen haar vrouwentak op te heffen na het seizoen 2024/25, waarna Lindfors de club gedwongen verliet. 
Lindfors vond in het Italiaanse Bologna FC, actief in de Serie B, haar nieuwe werkgever.

## Statistieken
| Seizoen | Club            | Competitie         | Competitie | Competitie | Beker | Beker | Overig | Overig | Totaal | Totaal |
| Seizoen | Club            | Competitie         | Wed.       | Dlp.       | Wed.  | Dlp.  | Wed.   | Dlp.   | Wed.   | Dlp.   |
| ------- | --------------- | ------------------ | ---------- | ---------- | ----- | ----- | ------ | ------ | ------ | ------ |
| 2021    | FC Honka Espoo  | Kansallinen Liiga  | 5          | 0          | 0     | 0     | 0      | 0      | 5      | 0      |
| 2022    | Lidköpings FK   | Elitettan          | 3          | 0          | 1     | 0     | 0      | 0      | 4      | 0      |
| 2023    | Lidköpings FK   | Elitettan          | 25         | 0          | 5     | 1     | 0      | 0      | 30     | 1      |
| 2024    | Lidköpings FK   | Elitettan          | 25         | 3          | 1     | 1     | 0      | 0      | 26     | 4      |
| 2024/25 | Fortuna Sittard | Vrouwen Eredivisie | 11         | 3          | 2     | 0     | 0      | 0      | 13     | 3      |
| 2025/26 | Bologna FC      | Serie B            | 0          | 0          | 0     | 0     | 0      | 0      | 0      | 0      |
| Totaal  | Totaal          | Totaal             | 67         | 6          | 9     | 2     | 0      | 0      | 76     | 8      |

Bijgewerkt t/m 29 juli 2025.

## Interlandcarrière
Lindfors heeft onderdeel uitgemaakt van de selectie van meerdere Finse jeugdelftallen, waaronder Finland -19 en Finland -23.